# Лаха (Росія)
Лаха́ (рос. Лаха) — село у складі Агінського району Забайкальського краю, Росія. Входить до складу Урда-Агинського сільського поселення, є його дальнім анклавом — знаходиться на кордоні між Ононським, Олов'яннинським  та Борзинським районами.
Старі назви — Адон-Челон, Лоха-Адан.

## Населення
Населення — 144 особи (2010; 159 у 2002).
Національний склад (станом на 2002 рік):
- буряти — 97 %